# Despina
|  | Per a altres significats, vegeu «Despina (satèl·lit)». |

Despina o Despena (en llatí Despoena, en grec antic Δέσποινα) ("La senyora"), d'acord amb la mitologia grega, va ser filla de Posidó i de Demèter.
Era una nimfa venerada a la Tessàlia, i el seu veritable nom es mantenia en secret. També s'usava el terme Despoena per a referir-se a diverses dees com Afrodita, Demèter i Persèfone.